# Могила М. В. Рево
Могила М. В. Рево — памятник истории местного значения в Чернигове.

## История
Решением исполкома Черниговского областного совета народных депутатов трудящихся от 31.05.1971 № 286 памятному знаку присвоен статус памятник истории местного значения с охранным № 39 под названием Могила М. В. Рево (1889-1962 гг.) — украинского советского учёного в области ветеринарии и медицины.
Приказом Департамента культуры и туризма, национальностей и религий Черниговской областной государственной администрации от 07.06.2019 № 223 для памятника истории используется новое название — Могила учёного, академика в сфере ветеринарии и медицины М. Рево.

## Описание
Могила академика Украинской академии сельскохозяйственных наук Михаила Вавильевича Рево расположена на территории Петропавловского кладбища — Старобелоусская улица, 6. С 1981 года одна из улиц Чернигова носит название в честь Михаила Рево.
Могила расположена левее от главного входа в правом ряду аллеи. В 1963 году на могиле был установлен обелиск из чёрного гранита высотой 3 м, в который вмонтированы фотопортрет и надмогильная плита с мемориальной подписью «Академик заслуженный деятель науки У.С.С.Р. доктор медицинских и ветеринарных наук профессор Рево Михаил Васильевич 1889—1962», ниже: «От жены и сына!».